# Harsdorf
Harsdorf er en kommune i Landkreis Kulmbach, Regierungsbezirk Oberfranken i den tyske delstat Bayern. Den er en del af Verwaltungsgemeinschaft Trebgast.

## Geografi
I kommunen ligger ud over Harsdorf disse landsbyer og bebyggelser:
| - Altenreuth - Brauneck - Haselbach - Hettersreuth - Holzlucken - Lettenhof | - Oberlaitsch /Seyerhaus - Oberlohe - Ritterleithen - Sandreuth - Unitz - Unterlohe - Zettmeisel |